# Raúl Menéndez Tomassevich
Raúl Enrique Menéndez Tomassevich ( 30 de mayo de 1929 - 17 de agosto de 2001) fue un militar cubano, Héroe de la República de Cuba y jefe de la Misión Militar Cubana en Angola dos ocasiones, la primera entre los años 1977 y 1979  y la segunda, entre mayo y diciembre de 1981.

## Biografía
Nació en la ciudad de Santiago de Cuba el 30 de mayo de 1929, siendo el mayor de los hijos del matrimonio de Enrique Menéndez Medina, migrante español y maestro de profesión, y Luisa Tomassevich Llamos. Comenzó sus estudios con su padre y los continuó en diferentes escuelas de su ciudad natal. Desde muy pequeño tuvo que trabajar de mensajero, puesto que el mísero salario que recibía su padre como maestro no era suficiente para mantener a la familia.

## Durante las luchas contra la dictadura batistiana
Desde muy joven participó en muchas protestas y manifestaciones contra la dictadura impuesta por el general Fulgencio Batista durante aquella época, como por ejemplo escribir en muros y crear pancartas con mensajes de oposición a la dictadura durante una visita del dictador a la ciudad de Santiago de Cuba. Fue encarcelado en septiembre de 1952 en la prisión de Boniato, provincia de Oriente, para cumplir una condena de 8 años por falsificación de documentos. Allí conoció al ex sargento de la Guardia Rural Braulio Curuneaux (o Coroneaux), futuro capitán de la guerrilla de Fidel Castro, preso desde 1954 por asalto y robo en Bayamo (Causa 145 de 1954). El 30 de noviembre de 1956 logró fugarse de la prisión junto con otros presos en una evasión dirigida por Curuneaux. Actuó desde la clandestinidad en los años subsiguientes, e intentó fallidamente ingresar al Movimiento 26 de Julio en la Sierra Maestra. Aún a pesar de todos los obstáculos, consiguió organizar un grupo armado en la zona de Alto Songo, grupo que más tarde se incorporó al Segundo Frente Oriental Frank País, dirigido por Raúl Castro.

## Luego del Triunfo Revolucionario
En 1959 se le encomendó el cargo de Jefe de Servicio de Tránsito en la Policía Nacional Revolucionaria. Entre los años 1961 y 1963 jugó un papel importante en contra de la Rebelión del Escambray en los territorios Oriental y Central de Cuba. La actuación de Tomassevich en el Escambray se caracterizó por una gran rigidez y original creatividad. Bajo su mando se realizaron operaciones durante las cuales participaron el comandante en jefe del ejército rebelde del Escambray Osvaldo Ramírez García, su sucesor Tomás San Gil, el comandante rebelde en el norte de Las Villas Tondique y el comandante de los rebeldes de Camagüey Arnoldo. Martínez Andrade fue asesinado. Se estableció una interacción operativa entre unidades del ejército regular y una masa de milicias con la policía y Órganos de Seguridad del Estado, como resultado de lo cual fueron capturados el sucesor de San Gil, Julio Emilio Carretero y posteriormente Vicente Méndez y Amancio Mosqueda.

### Misiones Internacionalistas

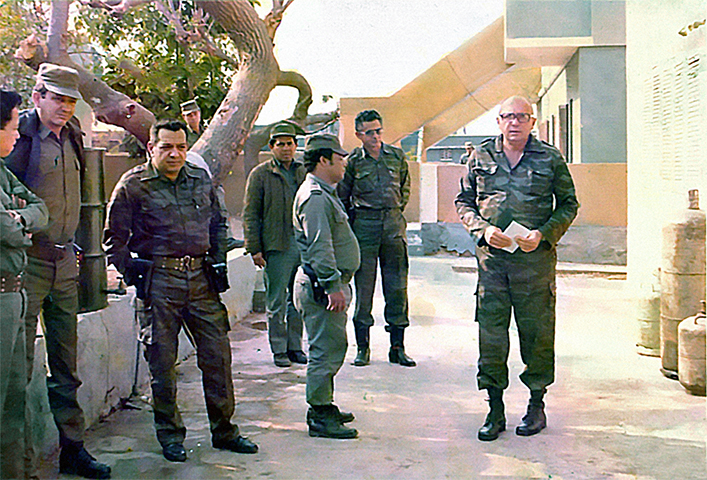
Raúl Menéndez Tomassevich (derecha), junto a otros combatientes cubanos en Luanda, Angola ca.1978

Participó en la reorganización de las guerrillas que luchaban contra el colonialismo portugués en Guinea-Bissau en 1966. Al año siguiente apoyó las guerrillas que se desarrollaban en Venezuela. A su regreso continuó ocupando algunos cargos importantes en las Fuerzas Armadas Revolucionarias y en 1976 se le ascendió a General de División. Desde 1977 hasta 1979 desempeñó el cargo de Jefe de la Misión Militar Cubana en Angola, el cual ocupó por segunda vez entre mayo y diciembre del 1981. 
Durante algunos meses del año 1988 fue Jefe de la Colaboración Militar. Raúl Menéndez Tomassevich se retiró de su servicio a las Fuerzas Armadas en 1998, y en 2001 recibió en Playa Girón la orden de Héroe de la República de Cuba.

## Literatura
En los últimos años de su vida escribió una serie de libros en colaboración con el Teniente Coronel José Ángel Gárciga Blanco. Entre los más destacados están "Rebeldía" y "General Tomassevich: Un héroe de la Revolución cubana" (libro de carácter autobiográfico en el que recoge en su totalidad su vida y obra).